# Меухедет
Больничная касса Меухедет (ивр. מאוחדת‎ , «Объединённая») — является третьей по величине больничной кассой Израиля, обслуживающая более миллиона клиентов по всей стране. Председателем правления является Эяль Габай, генеральным директором — Сигаль Регев Розенберг.

## История
Больничная касса Амамит (ивр. קופת חולים עממית‎, «Народная») была основана в 1931 году организацией Хадасса для Объединения фермеров (התאחדות האיכרים) и Содружества фермеров (ивр. חבר החקלאים הלאומיים‎) для оказания медицинских услуг в сельскохозяйственых посёлках.

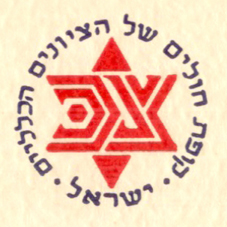
Логотип Больничной кассы общих сионистов

Больничная касса общих сионистов (ивр. קופת חולים של הציונים הכלליים‎) была основана в 1936 году доктором Леви Эфроном для оказания медицинских услуг самозанятым и наемным рабочим-членам Партии общих сионистов, а затем и представителям свободных профессий, независимо от их членства в Гистадруте. В 1974 г. две эти больничные кассы объединились, образовав «Больничную кассу Меухедет». На момент создания касса имела около 170 000 членов и 75 отделений по всему Израилю. Генеральным лиректором объединёной кассы стал Йехезкиель Хармелех.
В конце 2001 года касса выиграла конкурс на приобретение обанкротившейся больницы Мисгав-Ладах.
В ноябре 2010 года государственный контролер Миха Линденштраус опубликовал отчет, свидетельствовавший о серьёзных нарушениях в работе больничной кассы.
В начале 2011 года группа сотрудников кассы начала процедуру регистрации профсоюза через Гистадрут. Сегодня профсоюз насчитывает более 4000 членов. После переговоров с руководством, которые длились около трех лет, был подписан первый коллективный договор, действовавший до декабря 2017 года. Соглашение улучшило условия найма сотрудников и включало всебя повышение заработной платы, добавочные отпускные дни, увеличенные пенсионные отчисления и другое. В ноябре 2018 г. был подписан новый коллективный договор, который вступил в силу задним числом с начала 2018 г. и будет действовать до конца 2022 г.
9 января 2011 г. было объявлено, что генеральный директор Меухедет Шмуэль Муалем уходит в отставку. Отставка была вызвана отчетом государственного контролера и требованием Ронни Гамзо, генерального директора Министерства здравоохранения.
В 2011—2013 гг. генеральным директором кассы был профессор Ашер Эльхаяни, который был уволен советом директоров из-за допущенных нарушений, на его место министр здравоохранения назначил Зеева Вурмбранда.
В марте 2014 года министр здравоохранения Яэль Герман распустила правление Меухедет.
В начале 2017 года Эяль Габай был назначен председателем совета директоров больничной кассы.
В октябре 2017 года Меухедет приобрела сеть частных больниц «Нара», но разрешение на сделку задержалось примерно на полтора года из-за противодействия заместителя министра здравоохранения Яакова Лицмана. Сделка была окончательно оформлена в феврале 2019 года.
В августе 2018 года генеральный директор Зеев Вурмбранд объявил, что покинет свой пост. В декабре 2018 года новым генеральным директором была избрана Сигаль Регев-Розенберг, ставшая первой женщиной на подобном посту в Израиле.
В апреле 2019 года сообщалось, что Меухедет закрыла 2018 год с дефицитом в 440 миллионов шекелей, крупнейшим за её историю. Убытки оказались на 160 миллионов шекелей больше запланированных по договорённости с министерством финансов.
В декабре 2019 года директор отдела маркетинга больничной кассы Иегуда Элиаш был признан виновным в «мошенничестве и обмане общественного доверия» (статья 284 УК), а еще десять подсудимых были осуждены за налоговые правонарушения и отмывание денег.

## Деятельность и услуги
Работа больничной кассы осуществляется через шесть региональных отделов. Также Меухедет владеет больницей Мисгав-Ладах и двумя отелями: Цамерет в Тверии и спа-отелем Кнаан в Цфате. Кроме того, касса управляет сетью приютов и домов для престарелых Неве-Амит.
В дополнение к обычным услугам кассы, Меухедет предлагает своим страхователям следующие дополнительные виды страхования:
- «Меухедет Адиф» — дополнительное страхование, которое предоставляет услуги, не входящие в корзину минздрава, такие как лечение и пересадка органов за границей, профилактическая медицина, лекарства, не входящие в корзину минздрава, и прочее[2].
- «Меухедет Си» — программа дополнительных медицинских услуг, предоставляемых сверх услуг «Меухедет Адиф»[2].

Больничной кассе принадлежит сеть клиник альтернативной медицины «Меухедет машлима» (ранее — «Экстра»). Предоставляемые в этих клиниках процедуры включают в себя остеопатию, иглоукалывание, хиропрактику, гомеопатию, натуропатию, гипноз, лечение энуреза, рефлексотерапию, шиацу.

## Логотип кассы
В 1974 году, в результате объединения двух касс, новая касса приняла логотип больничной кассы Амамит. В центре символа — змея, обвивающая посох Асклепия. Иногда символ сопровождал девиз «лучшая касса страны». Позже данный символ стали изображать на фоне голубой ленты.
В 2009 году, в рамках ребрендинга кассы, был утверждён новый логотип в форме оранжевого сердца, символизирующего человечность. Символ также напоминает руку, дающую поддержку.